# Isola Mantegna
Isola Mantegna forma part (és una frazione) del municipi (comune) de Piazzola sul Brenta, Itàlia dins la província de Pàdua. Es troba a 34 m d'altitud.
Té 122 habitants.
Originàriament es deia Isola di Carturo va canviar el seu nom l'any 1963 en honor del pintor Andrea Mantegna, nascut aquí l'any 1431.

## Monuments i llocs d'interés
- Villa Ramina[5]
- Chiesa di San Matteo e Gottardo
- Monument a Andrea Mantegna